# Mistrzostwa Europy w Judo 1979
28. Mistrzostwa Europy w Judo w 1979 roku mężczyzn odbyły się w dniach 24-27 maja w Brukseli, a kobiety rywalizowały w dniach 5-6 kwietnia w Kerkrade. Turniej drużynowy rozegrano 20 października w Brescii.

## Klasyfikacja medalowa
| Miejsce | Państwo         |    |    |    | Razem |
| ------- | --------------- | -- | -- | -- | ----- |
| 1       | Francja         | 4  | 3  | 4  | 11    |
| 2       | ZSRR            | 4  | 2  | 2  | 8     |
| 3       | RFN             | 2  | 2  | 6  | 10    |
| 4       | Austria         | 2  | 0  | 4  | 6     |
| 5       | Włochy          | 1  | 3  | 4  | 8     |
| 6       | Wielka Brytania | 1  | 2  | 3  | 6     |
| 7       | Belgia          | 1  | 1  | 1  | 3     |
| 8       | Szwajcaria      | 1  | 1  | 0  | 2     |
| 9       | NRD             | 1  | 0  | 2  | 3     |
| 10      | Holandia        | 0  | 2  | 1  | 3     |
| 11      | Jugosławia      | 0  | 1  | 0  | 1     |
| 12      | Rumunia         | 0  | 0  | 2  | 2     |
| 12      | Węgry           | 0  | 0  | 2  | 2     |
| 14      | Szwecja         | 0  | 0  | 1  | 1     |
| 14      | Polska          | 0  | 0  | 1  | 1     |
| 14      | Hiszpania       | 0  | 0  | 1  | 1     |
| Razem   | Razem           | 17 | 17 | 34 | 68    |

## Wyniki

### Mężczyźni
| Konkurencja: | Złoto: | Srebro: | Brąz: |
| −60kg        | Felice Mariani | Helmut Grobelin | Josef Reiter Arambij Jemiż |
| −65kg        | Nikołaj Sołoduchin | James Rohleder | Yves Delvingt Nicolae Vlad |
| −71kg        | Neil Adams | Ezio Gamba | Günter Krüger Evgeny Babanov |
| −78kg        | Harald Heinke | Szota Chabareli | Adam Adamczyk Mihalache Toma |
| −86kg        | Jürg Röthlisberger | Slavko Obadov | Detlef Ultsch Endre Kiss |
| −95kg        | Temur Chubuluri | Robert Van de Walle | Günther Neureuther Robert Köstenberger |
| ponad 95kg   | Jean-Luc Rougé | Witalij Kuzniecow | Imre Varga Peter Adelaar |
| Open         | Aleksey Tyurin | Angelo Parisi | Robert Van de Walle Paul Radburn |
| Drużynowo    | ZSRR · Arambij Jemiż · Nikołaj Sołoduchin · Tamaz Namgalauri · Szota Chabareli · Alexander Shurov · Alexey Tyurin · Alexander Yatskevich · (Evgeny Pogorelov, Vasily Gubanov · Vladimir Gurin, Witalij Kuzniecow) | Francja · Thierry Rey · Yves Delvingt · Christian Dyot · Bernard Tchoullouyan · Angelo Parisi · Jean-Luc Rougé · Michel Sanchis · (René Rambier, Guy Delvingt · Alain Landart, Jean-Pierre Gibert) | RFN · Helmut Grobelin · Peter Walter · Walter Rieß · Peter Bitterberg · Wolfgang Frank · Günther Neureuther · Werner Friedrich · (Harald Schmidt, James Rohleder · Adalbert Missalla, Franz-Jürgen Zeiser · Arthur Schnabel) · Włochy · Felice Mariani · Ezio Gamba · Enzo De Denaro · Luigi Nasti · Mario Vecchi · Giorgio Maiorana · Marino Beccacece |

### Kobiety
| Konkurencja: | Złoto:             | Srebro:             | Brąz:                                |
| −48kg        | Edith Bouthemy     | Josefina Homminga   | Heidi Grimm Paola Napolitano         |
| −52kg        | Edith Hrovat       | Hennie Matteman     | Sacramento Moyano Bridgette McCarthy |
| −56kg        | Gerda Winklbauer   | Elisabetta Ricciato | Rebecca Ljungbergh Sylviane Trucios  |
| −61kg        | Brigitte Deydier   | Dawn Netherwood     | Laura Di Toma Ingrid Berg            |
| −66kg        | Marie-France Mill  | Maureen Bennett     | Karin Krüger Muriel Iglesias         |
| −72kg        | Jocelyne Triadou   | Judith Salzmann     | Barbara Claßen Susanne Litscher      |
| ponad 72kg   | Christiane Kieburg | Margherita De Cal   | Muriel Samery Margit Schmutzer       |
| Open         | Barbara Claßen     | Cathérine Pierre    | Avril Malley Giovanna Parenti        |